# Tramwaje w Sapulpa
Tramwaje w Sapulpa − zlikwidowany system komunikacji tramwajowej w Sapulpa w Stanach Zjednoczonych, działający w latach 1908−1933.

## Historia
Tramwaje elektryczne w Sapulpa uruchomiono w marcu 1908. Początkowo oprócz dwóch linii miejskich planowano zbudować linię podmiejską do Glenn Pool. W latach późniejszych zbudowano 17 km linię do Mounds. 22 grudnia 1909 zbudowano linię podmiejską do Tulsy. Operatorem tej linii była spółka Tulsa-Sapulpa Union Railway. Linie miejskie i linię podmiejską zamknięto w 1933, lecz linię podmiejską eksploatowano do 1960 w ruchu towarowym. Szerokość toru na liniach wynosiła 1435 mm. 